# Gustaf Wikar
Gustaf Wikar, född 13 februari 1761 i Stockholm, död 3 februari 1806 i Stockholm, var en svensk byggmästare och grafiker.
Han var son till klädesmakaren Samuel Wikardt och Magdalena Humle. Wikar studerade från 1781 vid Konstakademien i Stockholm och blev efter studierna byggmästare och bisittare i byggmästarämbetet i Stockholm. Som grafiker utförde han bland annat ett porträtt av medaljgravören Lars Grandell.